# Estádio Antônio Cruz
Estádio Antônio Cruz – stadion piłkarski, w Fortaleza, Ceará, Brazylia, na którym swoje mecze rozgrywa klub Centro de Treinamento Uniclinic.